# Efrat Alony
Efrat Alony (hebräisch אפרת אלוני, * 17. August 1975 in Haifa als Tochter irakisch-jüdischer Einwanderer) ist eine vornehmlich in Deutschland wirkende und in den letzten Jahren vor allem als Jazzsängerin aktive israelische Sängerin, Komponistin und Gesangspädagogin.

## Leben und Wirken
Alony legte 1993 in Haifa ihr Abitur ab, leistete von 1994 bis 1995 ihren Militärdienst als Sozialarbeiterin und studierte Komposition, Arrangement, Jazz- und klassischen Gesang in Israel (Rimon school of jazz and contemporary music, 1995 bis 1997), in den USA (Berklee College of Music in Boston, 1996) und abschließend in Deutschland (Hochschule für Musik „Hanns Eisler“ in Berlin, 1997 bis 2002). Unterricht nahm sie u. a. bei Joe Lovano, Bob Brookmeyer und Steve Gray.
In der Folge war sie als Gastvokalistin und Komponistin tätig und hatte Auftritte u. a. in Deutschland und Amsterdam (mit dem Jazz Orchestra of the Concertgebouw). Des Weiteren arbeitete sie als musikalische Leiterin und Vokaltrainerin für verschiedene Theaterproduktionen (u. a. in Zusammenarbeit mit Robert Wilson) sowie als Gesangslehrerin (u. a. in Berlin, Potsdam, Rostock, Osnabrück und Graz) und Chorleiterin. Seit 2009 unterrichtet sie Jazzgesang an der Hochschule der Künste in Bern.
1998 gründete sie das Efrat Alony Quartet mit Pianist Mark Reinke, Bassist Stefan Weeke und Schlagzeuger Kay Lübke. Auf Tournee unterwegs war sie bisher in Deutschland, Österreich (2006), der Schweiz (2007), in Irland (2002), Italien, Belgien und Slowenien. Einzelengagements hatte sie in vielen weiteren Ländern. Aus dem Efrat Alony Quartet wurde 2005 in neuer Besetzung alony (mit Mark Reinke und Streichern, später auch Christian Thomé).
Seit 2011 spielt Alony (vocals, keys, electronics, toys) mit Oliver Leicht (clarinet, electronics) und Frank Wingold (guitar) im Trio Efrat Alony. Das Album in dieser Besetzung A Kit For Mending Thoughts wurde im November 2012 veröffentlicht. Auch tritt sie im Duo mit Childo Thomás auf und ist auf dem Album Waves von Uwe Steinmetz/Daniel Stickan, auf Sebastian Böhlens Geboren unter diesem weichen Wind sowie auf Izabella Effenbergs Album Cuéntame zu hören.
Alony tritt auch immer wieder mit Big Band auf, wie beispielsweise dem Sunday Night Orchestra, der HR-Bigband, dem Ed Partyka Jazz Orchestra, dem Zurich Jazz Orchestra, dem Martin Streule Jazz Orchestra und dem UMO Jazz Orchestra.
2021 erschien ihre Veröffentlichung Hollywood Isn’t Calling mit Frank Wingold, Henning Sieverts und Heinrich Köbberling.

## Diskografie (Auswahl)
- Merry Go Round, 2002 (Efrat Alony Quartet)
- Unravelling, 2005
- Unarmed and Dazed, 2006
- Dismantling Dreams, 2009
- Wingold Alony Leicht A Kit for Mending Thoughts, Enja 2012
- Hollywood Isn’t Calling, 2021[7]
- Händel fast forward, 2023[8]

mit Big Band
- Overcast, 2008 (mit dem Sunday Night Orchestra)
- New Jewish Folk Songs, 2009 (mit der hr-Bigband)
- Songs for Love Lost, 2011 (mit dem Ed Partyka Jazz Orchestra)

## Auszeichnungen
2006 erhielt sie den Jazz Performance-Preis der Karl-Hofer-Gesellschaft Berlin (2006) und 2008 den Jazz-Förder-Preis des Berliner Senats (2008). Ihr wurde 2009 der Internationale Jazzpreis der Nürnberger Nachrichten (2009) und 2014 der Musikautorenpreis der GEMA Stiftung in der Kategorie Komposition Jazz verliehen.